# Pizza 4P's
Pizza 4P's là chuỗi cửa hàng pizza có trụ sở tại Thành phố Hồ Chí Minh, Việt Nam. Pizza 4P's được thành lập năm 2011 bởi các doanh nhân Nhật Bản Masuko Yosuke và Takasugi Sanae, hiện đang điều hành 32 cửa hàng tại Việt Nam, Campuchia, Ấn Độ và Nhật Bản. Pizza 4P's áp dụng quy trình từ trang trại đến bàn ăn đối với pizza. Công ty vận hành một nhà máy sữa ở huyện Đơn Dương chuyên sản xuất pho mát để cung cấp cho các cửa hàng trong chuỗi.
Công ty đã ra mắt loại pizza "bún đậu mắm tôm" với nước sốt mắm tôm vào năm 2019.
Mekong Capital đã đầu tư vào Pizza 4P's vào năm 2019 như một phần của Mekong Enterprise Fund III, nhưng đã chấm dứt vào năm 2022.